# Leuropeltis gurneyi
Leuropeltis gurneyi är en kackerlacksart som beskrevs av Rocha e Silva 1964. Leuropeltis gurneyi ingår i släktet Leuropeltis och familjen småkackerlackor.
Artens utbredningsområde är Venezuela. Inga underarter finns listade i Catalogue of Life.